# IC 1768
IC 1768 — галактика типу S0 (спіральна галактика) у сузір'ї Піч.
Цей об'єкт міститься в оригінальній редакції індексного каталогу.